# Pavel Mayer
Pavel Mayer (né le 23 mars 1965 à Prague) est un informaticien, entrepreneur et homme politique allemand, ancien membre du Parti des pirates. Il était membre de la Chambre des députés de Berlin et porte-parole de la politique économique du Parti des pirates ainsi que membre de commission en lien avec le renseignement allemand tel que l'Office fédéral de protection de la constitution et la Commission G10 (de). Il apparait en 2021 dans le making-of de la série Netflix The Billion Dollar Code.

## Biographie

### Enfance
Mayer est né à Prague et est arrivé en République fédérale d'Allemagne avec ses parents en 1968. Son lycée qu'il a fait au lycée Frère-et-sœur-Scholl de Lüdenscheid (de).

### Situation professionnelle
Pavel a étudié l'informatique à l'Université technique de Brunswick pendant trois ans et a travaillé comme développeur de matériel et de logiciels. Il est l'un des cofondateurs de Datango et ART+COM, et était en grande partie responsable de la mise en œuvre technique du projet Terravision. Il est directeur général et actionnaire majoritaire de la société et application de communication sécurisée Hoccer (de) depuis 2011, issue de ART+COM.

### Situation familiale
Mayer est marié et a une fille. Il vit à Berlin depuis 1990.

### Engagement politique
Il a été membre du SPD pendant une courte période dans sa jeunesse. Il a également été membre du Chaos Computer Club. En 2009, il a rejoint le Parti Pirate et depuis 2010 s'est vu confier les fonctions de secrétaire général de l'association régionale de Berlin en tant qu'assesseur au conseil d'administration. Le 18 septembre 2011, lors de l'élection de la Chambre des députés de Berlin, Pavel Mayer a été élu à la troisième place sur la liste nationale du Parti pirate. Parallèlement, il s'est également présenté comme candidat direct dans la 9e circonscription de Pankow (de). Trois salariés de son entreprise ont été élus avec lui sur la liste du Parti pirate à la Chambre des représentants. Il rejoint plusieurs commissions sur l'énergie, l'économie, les entreprises publiques et assiste les services secrets allemands au sein de l'Office fédéral de protection de la constitution,.
Il a quitté le Parti pirate en 2015 et la chambre de députés en 2016.

### The Billon Dollar Code
The Billion Dollar Code est une mini-série télévisée allemande en 4 épisodes, diffusé sur Netflix en 2021.
La série est basée sur l'histoire réelle de la création de Terravision, un système d'information géographique novateur ayant été créé par ART+COM. Un brevet pour cette technologie a été déposé aux États-Unis en 1996. La publication du logiciel Google Earth, en 2001 donne lieu à un procès pour violation de brevet aux États-Unis de 2014 à 2017, qui est finalement tranché en faveur de Google.
Pavel Mayer est représenté à l'écran par le personnage de fiction de Juri Müller (Mišel Matičević) et Joachim Sauter est représenté par le personnage Carsten Schlüter (Mark Waschke).
Pavel Mayer apparait à l'écran dans le making-of de The Billion Dollar Code où il est interviewé sur la création de Terravision.